# Musschia wollastonii
Musschia wollastonii är en klockväxtart som beskrevs av Richard Thomas. Lowe. Musschia wollastonii ingår i släktet Musschia och familjen klockväxter. IUCN kategoriserar arten globalt som starkt hotad.
Artens utbredningsområde är Madeira. Inga underarter finns listade i Catalogue of Life.

## Bildgalleri

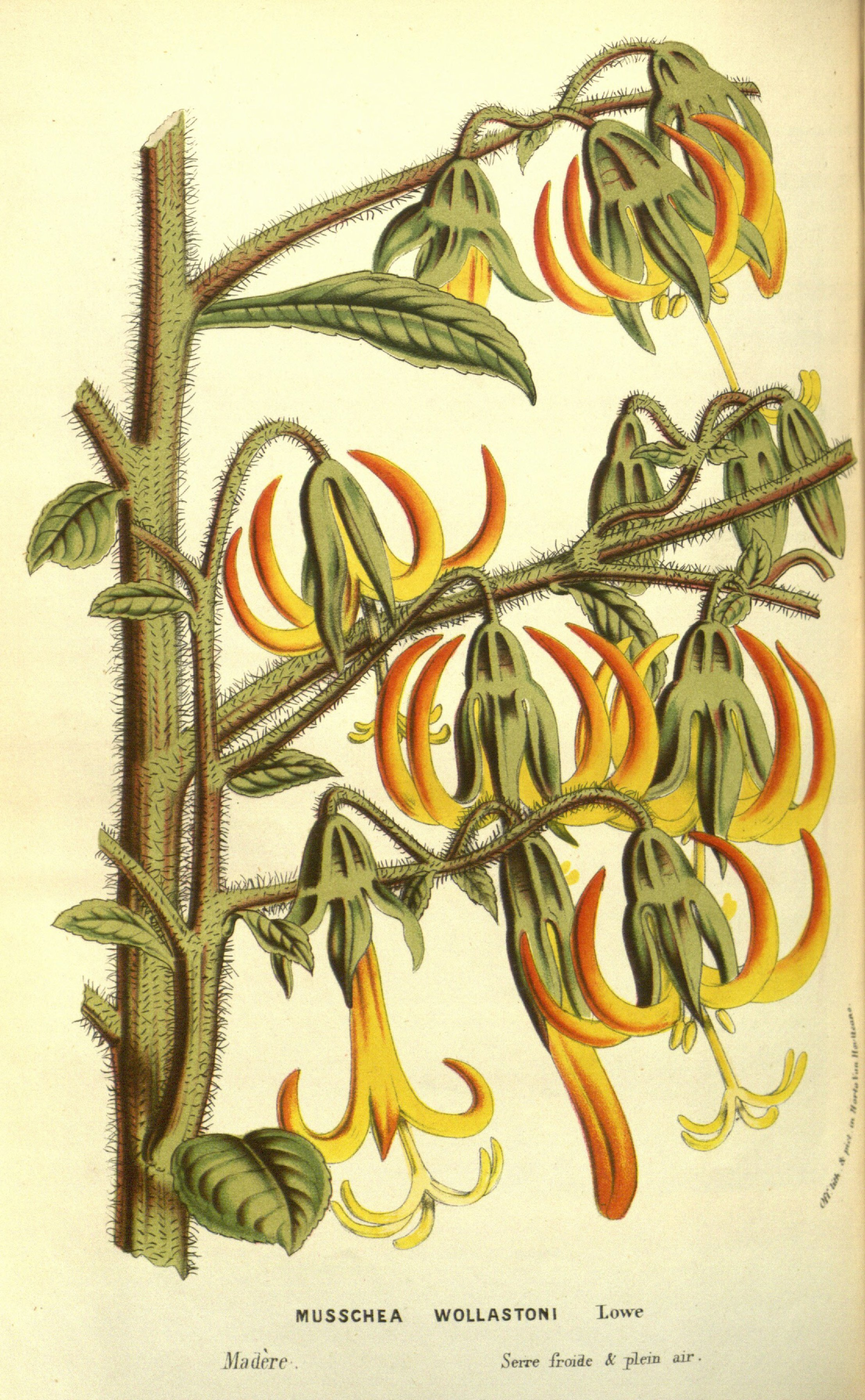
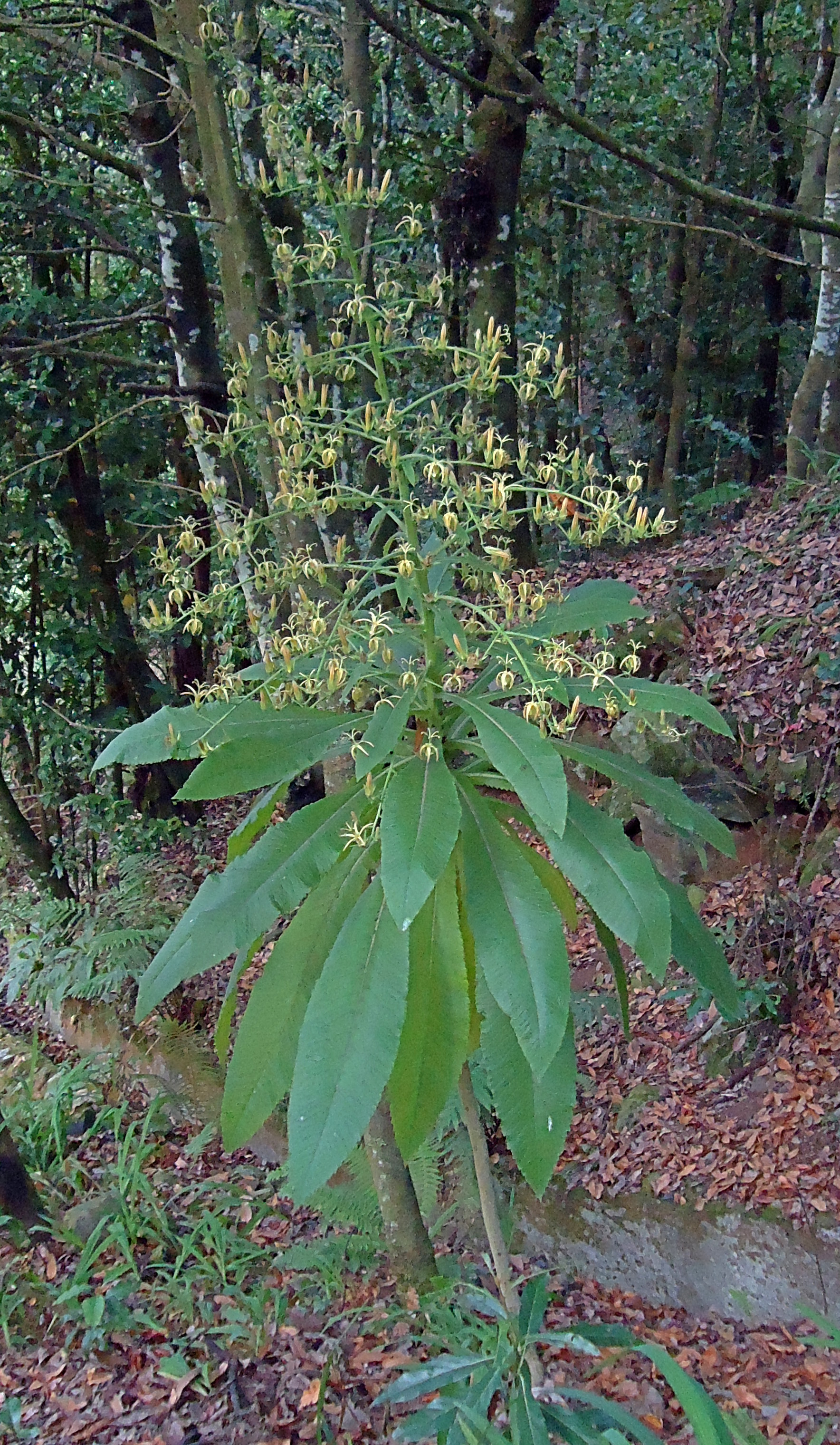